# Over the Top : Le Bras de fer
Pour les articles homonymes, voir Over the Top et Bras de Fer (homonymie).
Pour plus de détails, voir Fiche technique et Distribution.
Over the Top : Le Bras de fer (Over the Top) est un film américain réalisé par Menahem Golan et sorti en 1987.

## Synopsis
Lincoln Hawk est un très modeste routier pratiquant le bras de fer. Son ex-femme Christina Cutler-Hawk est issue d'une famille bourgeoise ayant rejeté Lincoln. Gravement malade, cette dernière lui demande de s'occuper de leur fils Michael qu'il n'a pas vu depuis dix ans. Michael, dont l'enfance a été marquée par une éducation stricte et bourgeoise transmise par son grand-père, va découvrir son père en faisant la route avec lui dans son camion. Au départ, une vaste frontière idéologique sépare le père et le fils. Mais à travers les étendues désertiques, les deux finissent par se rapprocher. Mais le grand-père de Michael, jugeant Lincoln indigne et craignant pour son petit-fils décide de tout faire pour le récupérer. Parallèlement à tout cela, Lincoln a l'intention de participer au tournoi international de bras de fer se déroulant prochainement à Las Vegas, dont le vainqueur remportera 100 000 dollars et un camion flambant neuf.

## Fiche technique
- Titre français : Over the Top : Le Bras de fer
- Autre titre : Le Bras de fer ou Over the Top Bras de fer (lors de la sortie du vidéocassette)
- Titre original : Over the Top
- Réalisation : Menahem Golan
- Scénario : Stirling Silliphant et Sylvester Stallone, d'après une histoire de Gary Conway et David C. Engelbach
- Musique : Giorgio Moroder
- Direction artistique : William Skinner
- Décors : James Schoppe
- Costumes : Tom Bronson
- Photographie : David Gurfinkel
- Montage : James Symons et Don Zimmerman
- Production : Yoram Globus et Menahem Golan
- Sociétés de production : Cannon Group et Golan-Globus Productions
- Sociétés de distribution : The Cannon Group Inc. (international), Warner Bros. (États-Unis)
- Budget : 25 millions de dollars
- Pays de production :  États-Unis
- Langue originale : anglais
- Format : couleurs (Metrocolor) - 2.20 : 1 - 35 mm - Dolby
- Genre : action, drame, road movie
- Durée : 93 minutes
- Dates de sortie : 
  - États-Unis : 13 février 1987
  - France : 8 avril 1987

## Distribution
- Sylvester Stallone (VF : Alain Dorval) : Lincoln Hawk
- David Mendenhall (VF : Rodolphe Shacher) : Michael Hawk
- Robert Loggia (VF : André Falcon) : Jason Cutler
- Susan Blakely (VF : Emmanuèle Bondeville) : Christina Hawk
- Rick Zumwalt (VF : Henry Djanik) : Bob “Bull” Hurley
- Chris McCarty : Tim Salanger
- Terry Funk : Ruker
- Allan Graf : Collins
- Magic Schwarz (VF : Jacques Richard) : Smasher (Le Broyeur en VF)
- Bruce Way (VF : Pascal Renwick) : John Grizzly
- Jimmy Keegan : Big Boy Richie
- Tony Munafo (VF : Jacques Ferrière) : Tony
- Randy Raney : Mad Dog Madison
- Paul Sullivan (VF : Mario Santini) : Carl Adams
- Jack Wright : Big Bill Larson
- Sam Scarber : Bosco
- Richie Giachetti : Landis
- Michael Fox (VF : Jean Berger) : Jim Olson
- Bob Beattie (VF : Jacques Ferrière) : le commentateur
- John Braden (VF : Jean-Pierre Delage) : le colonel Davis
- James Mendenhall (VF : Jean Roche) : le prêtre

## Production
Le tournage a lieu de juin à août 1986. Il se déroule dans l'Arizona (Jerome, Flagstaff, Monument Valley, Phoenix, Page), dans le Colorado (Ouray), à Las Vegas et en Californie (Pomona College à Claremont, Sylmar et Bel Air à Los Angeles).

## Accueil

### Critiques
Le film détient une cote d'approbation de 27 % sur le site Rotten Tomatoes, basée sur 26 commentaires et une note moyenne de 4,3⁄10[réf. nécessaire].

### Box-office
Over the Top est un échec commercial aux États-Unis, avec seulement 16 057 580 de dollars de recettes, mais fut largement rentable avec 60 057 580 de dollars de recettes dans le monde entier. En France, le film totalise 2 102 147 entrées[réf. nécessaire].
| Pays ou région    | Box-office        | Date d'arrêt du box-office | Nombre de semaines |
| ----------------- | ----------------- | -------------------------- | ------------------ |
| États-Unis Canada | 16 057 580 $      | -                          | -                  |
| France            | 2 102 147 entrées | -                          | -                  |
| Total mondial     | 60 057 580 $      | -                          | -                  |

## Distinctions

### Récompenses
- ASCAP Award :
  - Meilleure bande originale
- Young Artist Award :
  - Meilleur film dramatique familial

### Nomination
- Young Artist Award :
  - Meilleur jeune acteur pour David Mendenhall

## Postérité
Sylvester Stallone renie le film. Six ans après la sortie, il déclare que c'est le pire souvenir de sa carrière :

« Le pire, c'est quand j'ai fait Over the Top. Parce que je l'ai fait pour l'argent. Et le jour de la sortie du film, au Chinese Theater qui peut contenir 1500 personnes, il y en avait 40 ! […] des gens parlant tout haut et disant : “Mais qu'est-ce que c'est que cette merde ?!” J'ai pensé : “C'est mon karma ! Ça m'apprendra à juste faire un film pour l'argent !!!” C'était le début de beaucoup de problèmes… »

— Studio Magazine no 77, septembre 1993